# The Whole Ten Yards
The Whole Ten Yards (Más falsas apariencias en España y Mi vecino, el asesino 2 en Hispanoamérica) es una película del año 2004, dirigida por Howard Deutch y protagonizada por Bruce Willis, Matthew Perry, Natasha Henstridge y Amanda Peet. Es la segunda parte del film del año 2000 The Whole Nine Yards.

## Argumento
Gracias a los registros dentales falsificados que le procuró su vecino Oz (Matthew Perry), el retirado asesino Jimmy Tudeski (Bruce Willis) pasa sus días limpiando y cocinando para su esposa Jill (Amanda Peet), otra asesina a sueldo que aún no ha completado ningún golpe. El pasado vuelve a escena cuando Oz los visita para pedirles que lo ayuden a rescatar a su mujer Cynthia (Natasha Henstridge) de la mafia húngara.

## Elenco
- Bruce Willis como Jimmy "El Tulipán" Tudeski.
- Matthew Perry como Dr. Nicholas "Oz" Ozeransky.
- Amanda Peet como Jill St. Claire
- Kevin Pollak como Laszlo Gogolak.
- Natasha Henstridge como Cynthia Ozeransky.
- Frank Collison como Strabo.
- Johnny Messner como Zevo.
- Silas Weir Mitchell como Yermo.
- George Blair como Jevo.
- Tasha Smith como Jules "Julie" Figueroa.
- Samantha Harris como Laguna (no acreditada).